# Xavier Faus i Esteve
|  | No s'ha de confondre amb Xavier Faus Santasusana. |

Xavier Faus i Esteve (Guissona – São Paulo, 1982) fou un empresari català que va desenvolupar la seva activitat comercial al Brasil. Fill del notari Josep Faus i Condomines, l'any 1935 va fundar Esteve Irmaos y Cia. Ltda amb el seu soci Joaquim Josep Esteve i Campderà. Inicialment van iniciar les seves activitats amb la compra, elaboració i exportació de cotó, però més endavant van diversificar cap a altres productes i països.
Va ser el President d'Esteve Irmaos des de 1964 a 1976. Va ser soci fundador del Col·legi Miguel de Cervantes de São Paulo. També va col·laborar amb el Grup Montserratí de São Paulo. Va ser vicepresident de la Cambra de cafè de São Paulo. El govern espanyol li va concedir la Gran Creu d'Isabel la Catòlica com a president del Centre Cotoner de São Paulo. Va morir a São Paulo el 30 de maig de 1982.